# Open 13 2014
Open 13 2014 byl tenisový turnaj pořádaný jako součást mužského okruhu ATP World Tour, který se hrál v hale Palais des Sports na krytých dvorcích s tvrdým povrchem. Konal se mezi 17. a 23. únorem 2014 v jihofrancouzském Marseille jako 21. ročník turnaje.
Turnaj s rozpočtem 549 260 eur patřil do kategorie ATP World Tour 250.

## Mužská dvouhra

### Nasazení
| Stát       | Hráč                   | ATP1) | Nasazení |
| ---------- | ---------------------- | ----- | -------- |
| Francie    | Richard Gasquet        | 9.    | 1.       |
| Francie    | Jo-Wilfried Tsonga     | 10.   | 2.       |
| Lotyšsko   | Ernests Gulbis         | 24.   | 3.       |
| Itálie     | Andreas Seppi          | 31.   | 4.       |
| Chorvatsko | Ivan Dodig             | 33.   | 5.       |
| Francie    | Édouard Roger-Vasselin | 35.   | 6.       |
| Francie    | Julien Benneteau       | 39.   | 7.       |
| Francie    | Nicolas Mahut          | 44.   | 8.       |

- 1) Žebříček ATP k 10. únoru 2014.

### Jiné formy účasti
Následující hráči obdrželi divokou kartu do hlavní soutěže:
- Kyle Edmund
- Thanasi Kokkinakis
- Albano Olivetti

Následující hráči postoupili z kvalifikace:
- Ričardas Berankis
- Daniel Evans
- David Guez
- Ante Pavić

### Odhlášení
- Tomáš Berdych
- Denis Istomin
- Jerzy Janowicz
- Łukasz Kubot
- Gaël Monfils
- Michał Przysiężny
- Milos Raonic
- Stanislas Wawrinka

## Mužská čtyřhra

### Nasazení
| Stát       | Hráč              | Stát      | Hráč                   | ATP1) | Nasazení |
| ---------- | ----------------- | --------- | ---------------------- | ----- | -------- |
| Francie    | Michaël Llodra    | Francie   | Nicolas Mahut          | 45.   | 1.       |
| Francie    | Julien Benneteau  | Francie   | Édouard Roger-Vasselin | 49.   | 2.       |
| Švédsko    | Johan Brunström   | Rakousko  | Julian Knowle          | 82.   | 3.       |
| Nizozemsko | Jesse Huta Galung | Austrálie | John Peers             | 115.  | 4.       |

- 1) Žebříček ATP k 10. únoru 2014; číslo je součtem umístění obou členů páru.

### Jiné formy účasti
Následující páry obdržely divokou kartu do hlavní soutěže:
- Pierre-Hugues Herbert /  Albano Olivetti
- Sin-chan Li /  Ťie-fu Wang

Následující pár nastoupil do turnaje jako náhradníci:
- James Cerretani /  Adil Shamasdin

### Odhlášení
- Michaël Llodra

## Přehled finále

### Mužská dvouhra
- Ernests Gulbis vs.  Jo-Wilfried Tsonga, 7–6(7–5), 6–4

### Mužská čtyřhra
- Julien Benneteau /  Édouard Roger-Vasselin vs.  Paul Hanley /  Jonathan Marray, 4–6, 7–6(8–6), [13–11]